# Codnor Castle

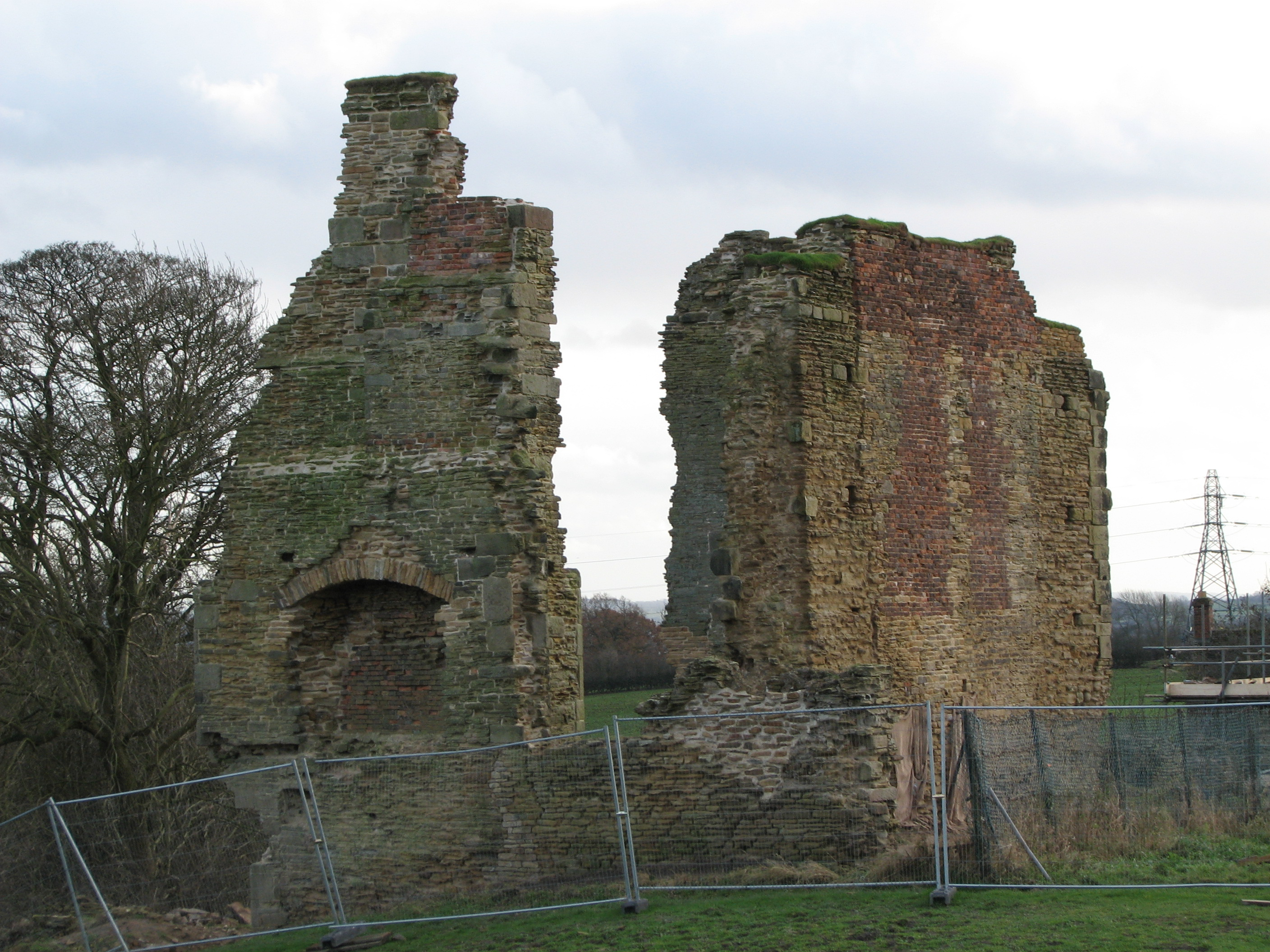
Pohled na zříceniny od severozápadu

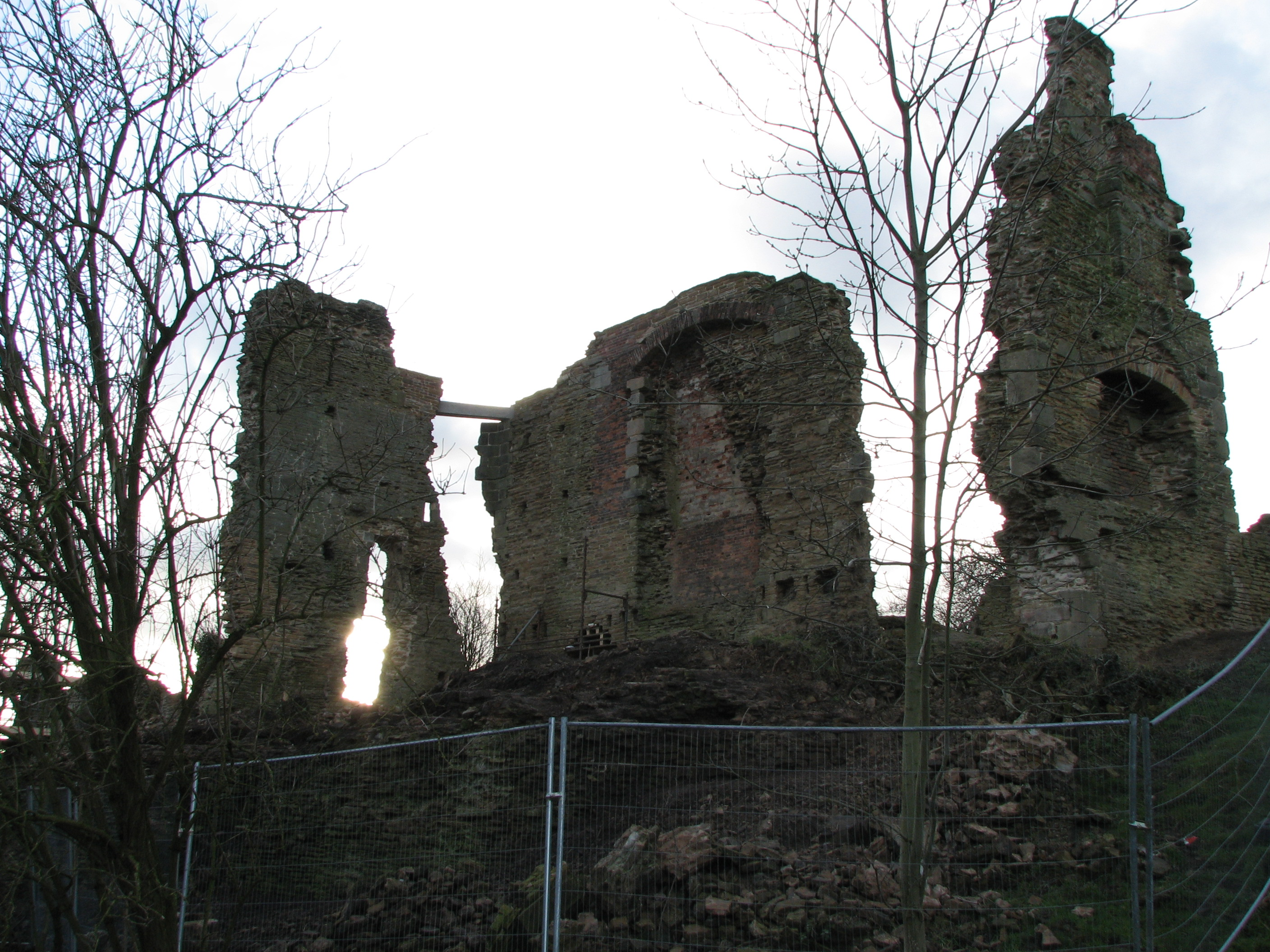
Pohled na zříceniny od severovýchodu

Codnor Castle je zřícenina hradu ze 13. století v Derbyshiru v Anglii, nacházející se asi jednu míli od vesnice Codnor. Ačkoliv je hrad kulturní památkou, v roce 2008 byl zařazen na seznam ohrožených památek.

## Popis
Hrad, složený z hradní věže a opevnění, byl založen Williamem Peverelem. Nachází se ve výšce asi 130 metrů nad mořem. Do současnosti se dochovaly pouze zbytky dříve mohutného hradu. Ten se skládal z třípatrové hradní věže, silné výplňové zdi a příkopu, lemovaného kruhovými věžemi. Vnější opevnění je na nižší úrovní a bylo přistavěno až později. Hrad nabízí rozhled na Erewashské údolí a hrabství Derbyshire a Nottinghamshire. Původně měl hluboký hradní příkop a na jeho východní straně se nacházelo velké množství stromů, které jsou však nyní vykácené. Na západní straně byl dvůr, silně opevněný mohutnými kruhovými věžemi s cimbuřím. Ve zbytcích ruin je znát, že vnější opevnění obsahovalo střílny, jež mohly v případě nutnosti využít lučištníci.

## Historie
První dochovaná zmínka o Codnoru pochází z roku 1086, kdy podle Knihy posledního soudu patřilo Codnorské panství Williamu Peverelovi. Kolem roku 1202 ho vlastnil Henry de Grey, potomek normanského rytíře Anchetila de Greye. Mezi Henryho potomky patří dlouhá linie pánů Greyů z Codnoru, pánů Greyů z Ruthynu, Wiltonu a Rotherfieldu, Jana Greyová, Earlové ze Stamfordu a vyhynulé rody hrabat ze Suffolku a Kentu. Henryho syn Richard sídlil v Codnoru a byl baronem věrným anglickému králi Jindřichovi III. Bojoval za Eduarda II., jenž v březnu 1322 Codnor Castle navštívil, ve skotských válkách. Během vlády Eduarda III. byl Richard povolán do bitvy proti Skotům, ale protože byl starý, poslal svého nejstaršího syna Johna Greye, který se v bitvách vyznamenal a našel u Eduarda III přízeň. Po smrti Richarda zdědil Codnor Castle právě John de Grey. Spolu s Williamem D'Eincourtem velel v případě invaze všem rytířům z Derbyshiru] a Nottinghamshiru. Svému králi sloužil i ve Flandrách. Za své služby králi v Anglii i Francii byl John de Grey jmenován členem parlamentu, jímž byl až do své smrti roku 1392. Poté byl správcem hradu Codnor Johnův pravnuk Richard de Grey, který stejně jako jeho předci věrně sloužil svému králi. Společně s Jindřichem V. bojoval ve Francii a účastnil se i obléhání Harfleur. Po Richardovi v linii pánů hradu Codnor pokračoval jeho syn John, ten zemřel ve stejném roce jako jeho vlastní syn, a proto po něm následoval jeho bratr Henry. Pro pokus ovlivnit volby v Derby byl Henry potrestán králem a v březnu 1441 byl omilostněn.
Když Henry zemřel, nastoupil po něm jeho v té době devítiletý syn, také Henry Grey. Ten byl posledním z rodu Greyů. Účastnil se mnoha bitev během válek růží a nakonec zemřel roku 1496 v Easteru. Jelikož neměl přímé potomky, odkázal Codnor Castle svému strýci Johnu Zouchovi. Sir John Zouche z Codnoru byl třikrát Derbyshirským vysokým šerifem. Hrad zůstal ve vlastnictví Zouchova rodu do doby, než roku 1634 rodina svůj majetek rozprodala a emigrovala do Virginie. Poté hrad vlastnil yorský arcibiskup, jehož vnuk ho v roce 1692 prodal siru Streynshamu Masterovi. To byl poslední člověk, který Codnor Castle obýval. Přesto hrad zůstal v rukou jeho potomků až do počátku 19. století.
Dnes jsou pozůstatky hradu Codnor jen křehkými ruinami a některé vysoké zdi jsou podepřené lešením. Značky na obvodním oplocení upozorňují, že místo je ve vlastnictví britské společnosti UK Coal a vstup veřejnosti je zakázán. Pohled na zříceninu je však dobrý i z blízkých stezek.
V červnu 2007 provedl tým ze seriálu Time Team (program britského Kanálu 4) archeologický výzkum u hradu a dosáhl zajímavých výsledků. Tím nejzajímavějším úspěchem byl objev skvěle zachované středověké zlaté mince v hradním příkopu. Tato mince je nyní vystavena v Derbském muzeu.